# Wolfgang Mleczkowski
Wolfgang Mleczkowski (* 7. Juli 1943 in Königs Wusterhausen; † 15. Februar 2014 in Berlin) war ein deutscher Politiker (FDP). Er gehörte von 1990 bis 1995 und erneut von 2001 bis 2006 dem Abgeordnetenhaus von Berlin an.

## Leben
Mleczkowski absolvierte eine kaufmännische Lehre im Kabelwerk Oberspree, legte dann auf der Abendschule das Abitur ab. Nach seinem Eintritt in die Liberal-Demokratische Partei Deutschlands (LDPD) wurde er Kreisgeschäftsführer in Berlin-Köpenick. Die Partei delegierte ihn zum Geschichtsstudium an die Humboldt-Universität zu Berlin. Nachdem er aus Protest gegen den Einmarsch der Truppen des Warschauer Pakts in die Tschechoslowakei 1968 aus der Partei austrat, wurde er von der Universität relegiert. Er studierte am Sprachenkonvikt Berlin Theologie, arbeitete als Komparse am Deutschen Theater. Später erwarb er an der Humboldt-Universität einen Abschluss als Diplom-Historiker.
Nach einem Ausreiseantrag konnte er 1976 nach West-Berlin übersiedeln. Dort wurde er zunächst Mitglied der liberal-konservativen Reformgruppe an der Freien Universität Berlin, trat dann der FDP bei. 1982 organisierte er mit dem Fraktionsvorsitzenden im Abgeordnetenhaus von Berlin, Horst Vetter, eine Werbeaktion, in der er die Bürger aufrief, in die FDP einzutreten, um die Mehrheitsverhältnisse in der Partei zugunsten des bürgerlichen Flügels zu verändern. Von 1986 bis 2005 bis zu seinem Ausschluss aus der Fraktion war er Vorsitzender der FDP in Spandau.
Mleczkowski vertrat nationalliberale Positionen, plädierte für eine Wiedervereinigung Deutschlands, setzte sich in der Arbeitsgruppe für Menschenrechte (AfM) für inhaftierte Oppositionelle in der DDR ein. Im September 1989 legte er mit Hermann Oxfort einen Plan zur deutschen Konföderation vor.

## Schriften
- Grenzprobleme regimekritischen Denkens. In: liberal, 21/1979, S. 552–554
- Der neue Moralismus. Zur politisch-geistigen Alternative in der DDR. In: liberal, 4/1979, S. 262–277
- Die Liberal-Demokratische Partei Deutschlands in der DDR. In: liberal, 24/1982, S. 649–659
- In Search of the Forbidden Nation: Opposition by the Young Generation in the GDR. In: Government and Opposition, 2/1983, S. 175–193
- Bewegung im Monolith. Das "sozialistische Mehrparteiensystem" der DDR. In: Aus Politik und Zeitgeschichte, 16–17/1984, S. 3–17
- Ulbricht. Gewinner des Aufstandes. In: Der Morgen, Beilage, 16./17. Juni 1990